# Rakousko-turecká válka (1716–1718)
Původ šesté rakousko-turecké války je nutno hledat v nespokojenosti Osmanské říše s karlovickým mírem (1699). Již dvanáct let po podepsání této smlouvy začali Turci plánovat odvetu za porážku u Vídně (1683).
Nejprve odrazil velkovezír Baltaci Mehmet útok Petra Velikého v Rusko-turecké válce (1710–1711). V prosinci 1714 vyhlásilo Turecko válku Benátkám (vypukla 8. benátsko-turecká válka). Poté v roce 1715 nový velkovezír Damad Ali dobyl od Benátčanů poloostrov Peloponés, v té době známý jako Království Morea, čímž porušil ustanovení karlovického míru.
Osmané se cítili být ohroženi Rakouskem (garantem Karlovického míru), a tak mu vyhlásili válku. V roce 1716 porazil Evžen Savojský tureckou armádu u Petrovaradínu. Poté, co Rakušané dobyli Bělehrad a během bitvy přišel Damad Ali Paša o život, požádali Turci o mír. Ten by podepsán 21. července 1718 v Požarevaci a potvrdil nadvládu Rakušanů nad Bělehradem a výsledky mírové smlouvy z Karlovců. Turkům zůstal v držení jižní břeh Dunaje.
Mír mezi Osmany a Habsburky trval do roku 1737, kdy se do probíhající Rusko-turecké války (1735–1739) zapojilo na ruské straně Rakousko, čímž začala další Rakousko-turecká válka (1737–1739).